# Ergotismus

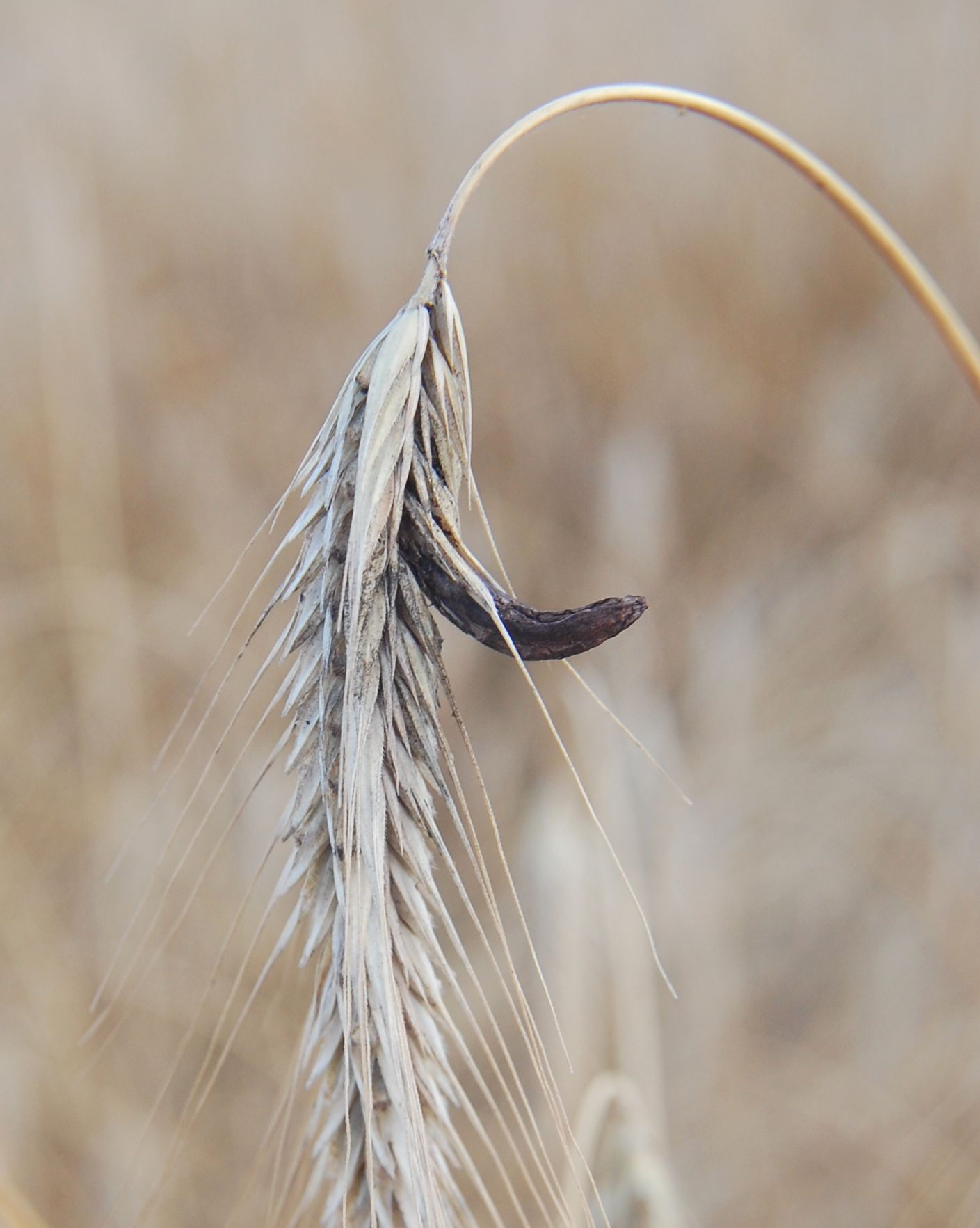
Roggenähre mit Mutterkorn (dunkle, längliche, kornähnliche Struktur), der Dauerform (Sklerotium) des Mutterkornpilzes Claviceps purpurea

Ergotismus oder Mutterkornvergiftung (früher auch Antoniusfeuer und lateinisch Ignis sacer ‚heiliges Feuer‘; von lateinisch sacer ‚heilig‘, auch ‚verflucht‘, ‚abscheulich‘) ist eine von dem giftigen Pilz Claviceps purpurea (dem „Mutterkorn“) ausgehende Vergiftung (Mykotoxikose) und bezeichnet die Symptomatik dieser Vergiftung mit Mutterkornalkaloiden wie zum Beispiel Ergotamin oder Ergometrin.

## Ursachen
Im Mittelalter trat Ergotismus als Folge des Verzehrs von Getreide, insbesondere von Roggen und daraus hergestelltem Mehl auf, das mit Mutterkorn (lateinisch Secale cornutum genannt) – einer länglichen, kornähnlichen Dauerform (Sklerotium) des Mutterkornpilzes Claviceps purpurea – verunreinigt war. Die Ursache der damals unter anderem „Antoniusfeuer“ genannten Symptome des Ergotismus wurde erst im 17. Jahrhundert durch französische Ärzte gefunden. Da die Gefahr, die von Mutterkorn ausgeht, heute bekannt ist, werden im Rahmen der Nahrungsmittelproduktion technische Sortieranlagen eingesetzt, um das Sklerotium aus dem Erntegut zu entfernen. Der Ergotismus entsteht in der heutigen Zeit daher meist durch die Einnahme von Medikamenten, die Mutterkornalkaloide und deren Derivate enthalten. Diese Medikamente finden in der Therapie der Migräne (z. B. Ergotamin), in der Geburtsmedizin (Methyl- und Ergometrin), zum Abstillen (Bromocriptin) und in der Behandlung der Parkinson-Krankheit (z. B. Bromocriptin, Pergolid, Cabergolin oder Dihydroergocryptin) Anwendung. Eine unkontrollierte Dosissteigerung kann dabei zu Ergotismus führen.

## Symptomatik

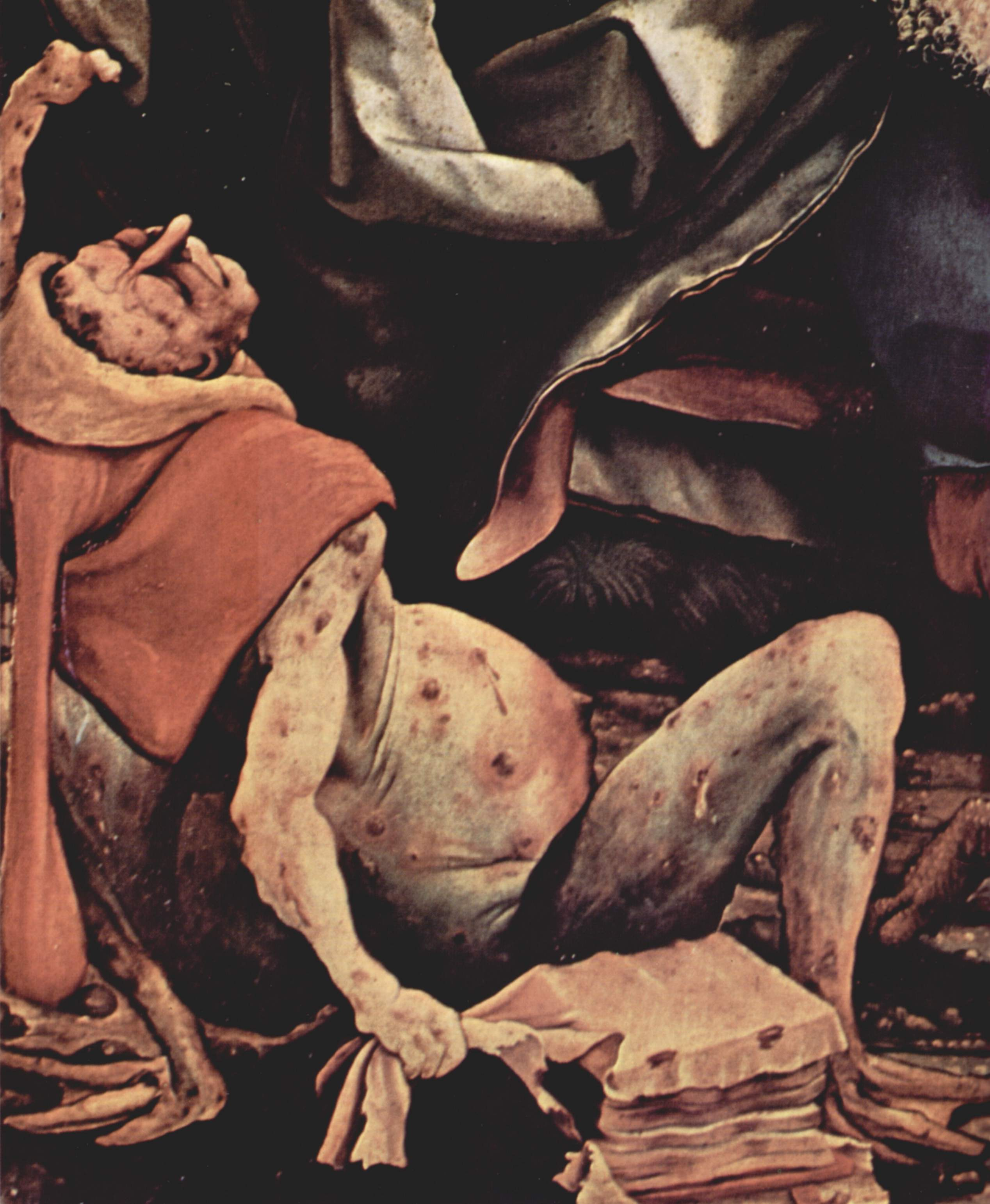
Detail des Isenheimer Altars: Ein am Antoniusfeuer Leidender auf dem innersten Wandelbild, das den von Dämonen bedrängten Antonius (hier nicht im Bildausschnitt) darstellt (Versuchungen des heiligen Antonius)

Durch eine Vergiftung mit Ergotamin kommt es zu einer massiven Verengung der Blutgefäße und in der Folge zu einer Durchblutungsstörung von Herzmuskel, Nieren und Gliedmaßen. Die Gliedmaßen sind kalt und blass, der Puls ist meist kaum nachweisbar. Zudem bestehen Hautkribbeln (Parästhesie), Empfindungsstörungen (Hypästhesie) und eventuell Lähmungserscheinungen (Parese). Eine häufige Folge ist das sekundäre (induzierte) Raynaud-Syndrom oder die Steigerung in Form eines schmerzhaften Absterbens von Fingern und Zehen (Gangrän und Nekrosen bei Ergotismus gangraenosus (gangränöse Form des Ergotismus), dem „Mutterkornbrand“, benannt auch mit Ignis sacer („Heiliges Feuer“), Antoniusfeuer, Sankt-Antonius-Rauch und ähnlichen Bezeichnungen). Zusätzlich bestehen in der Regel Allgemeinsymptome wie Erbrechen, Verwirrtheit, Wahnvorstellungen, Kopfschmerzen, Ohrensausen und Durchfall. Akute Vergiftungen können durch Atem- oder Herzstillstand zum Tod führen, chronische Vergiftungen zum Verlust der mangelhaft durchbluteten Gliedmaßen, Sekundärinfektionen und zu einer darauf folgenden Sepsis.

## Diagnostik
Wichtigstes diagnostisches Kriterium ist das Erkennen der Ergotamineinnahme. Die Anamnese und dabei insbesondere die Medikamentenanamnese ist daher meistens entscheidend. Apparative Untersuchungen können bei Bedarf ergänzend hinzugezogen werden, beispielsweise die Doppler-Sonographie der Extremitätengefäße.

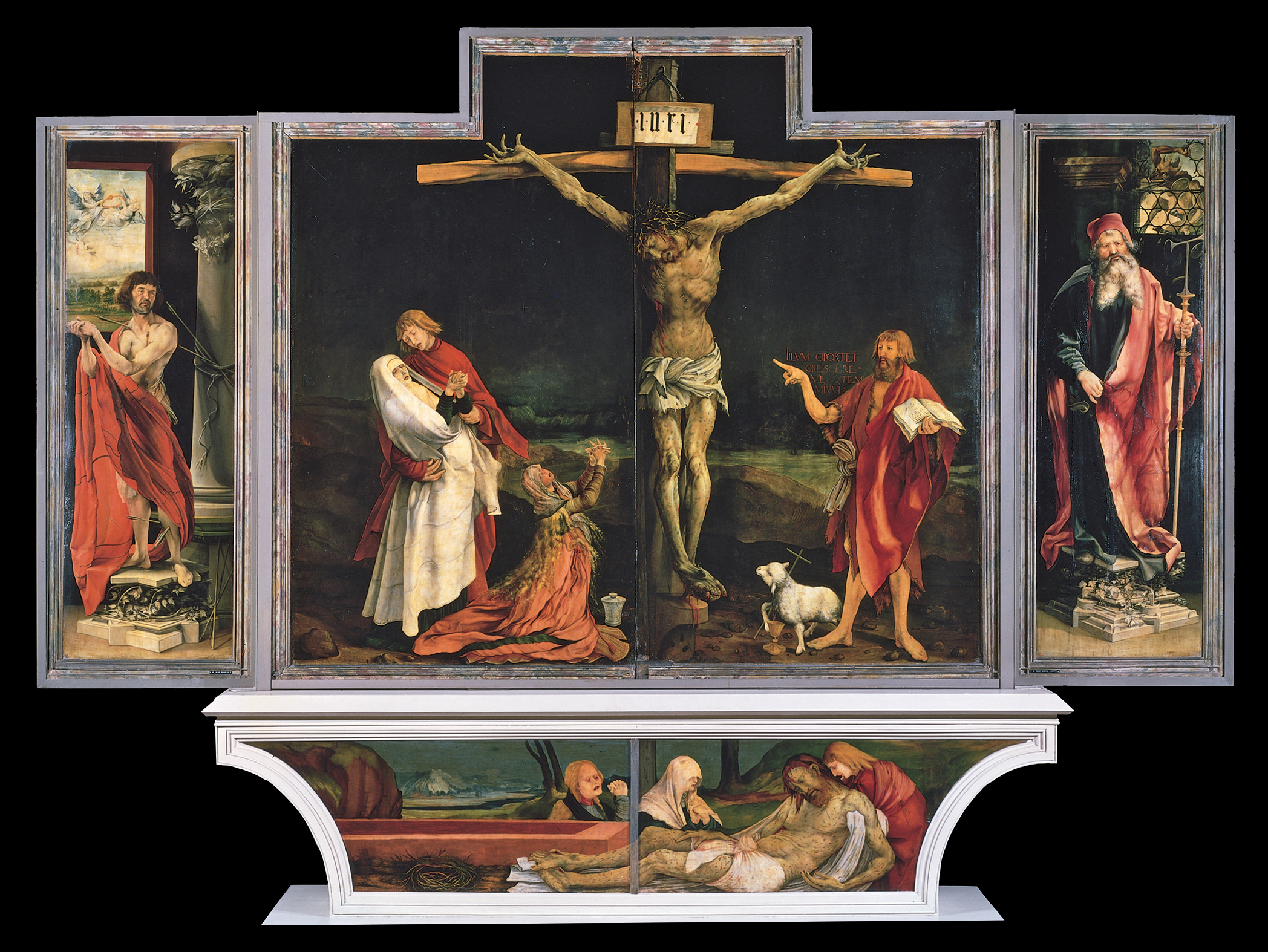
Erstes Wandelbild des von Matthias Grünewald für das Antoniterkloster in Issenheim geschaffenen Isenheimer Altars: Wer am Antoniusfeuer erkrankte, wurde vor Beginn der medizinischen Behandlung vor den Altar geführt in der Hoffnung, der heilige Antonius könne eine Wunderheilung vollbringen oder dem Kranken geistlichen Trost spenden.

## Therapie
Auslösende Medikamente sind als Erstmaßnahme sofort abzusetzen. Ist dies allein nicht ausreichend, können die Blutgefäße durch die Gabe von Nitraten, Calciumantagonisten und/oder Prostaglandininfusionen weitgestellt werden (Vasodilatation).

## Synonyme
Der Ergotismus besitzt eine ganze Reihe zumeist regionaler Bezeichnungen, wie Antoniusfeuer, Sankt-Antonius-Rache, (St.-)Antonius-Plage, Kriebelkrankheit, Magdalenenflechte (Spanien), Muttergottesbrand (Westfalen), Mutterkornbrand, St. Antonius-Feuer, St. Johannis-Fäule (Böhmen) oder St. Martialis-Feuer. sowie Krampfsucht, Kornstaupe, ziehende Seuche und Ziehkrankheit, wobei im Mittelalter wohl auch andere, mit Erysipel oder erysipelähnlichen Entzündungen der Haut verbundene Erkrankungen als Antoniusplage oder Antoniusfeuer usw. bezeichnet wurden.

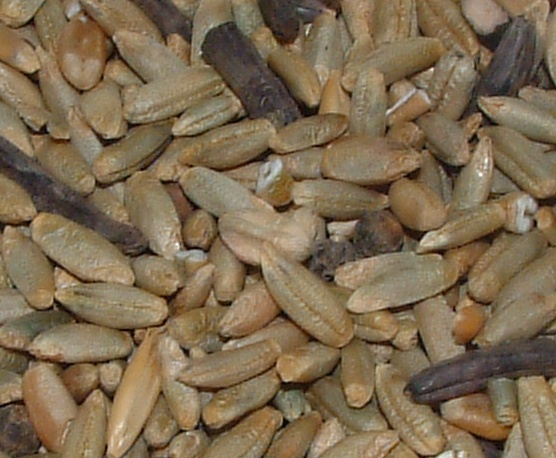
Mit Mutterkorn (dunkle, kornähnliche Strukturen) durchsetzter Roggen

## Geschichte
Der erste belegte, epidemieartige Fall von Ergotismus (später auch Brandseuche genannt) trat im Jahr 857 bei Xanten auf. 943 sollen europaweit – vorwiegend in Frankreich und Spanien – etwa 40.000 Menschen einer Mutterkornepidemie zum Opfer gefallen sein. Man bezeichnete die Erkrankung als Antoniusfeuer (benannt nach dem heiligen Antonius, in den die Erkrankten im Gebet ihre Hoffnung auf Heilung setzten) oder auch ignis sacer „heiliges Feuer“, wobei unter diesen und ähnlichen Bezeichnungen auch andere, vor allem mit geschwürigem Gewebszerfall der Extremitäten verbundene Erkrankungen oder Symptome (Phlegmone, Erysipel, Herpes zoster) verstanden wurden.
Vor allem der Antoniter-Orden hatte es sich zur Aufgabe gemacht, am Antoniusfeuer Erkrankte zu behandeln und zu pflegen. Nach dem Seuchenjahr 1089 kamen viele Menschen in das in der Nähe von Grenoble liegende Dorf La-Motte-aux-Boix, in dessen Kirche von einem französischen Adligen die Gebeine des heiligen Antonius um 1070 aus Konstantinopel überführt worden waren, um zu dem Heiligen zu beten. Dort entstand bald darauf das Kloster Saint-Antoine-l’Abbaye, wo Kranke neben seelischem Beistand auch Arzneimittel wie „Antoniuswein“ und „Antoniusbalsam“ erwerben konnten. Ausgehend von dem mit einem Spital ausgestatteten Kloster Saint Antoine in La-Motte-aux-Boix waren über 300 Klöster (meist mit Spital) des Antoniter-Ordens im mittelalterlichen Europa entstanden. Die Antoniter unterhielten im 15. Jahrhundert in ganz Europa etwa 370 Spitäler, in denen rund 4000 Erkrankte versorgt wurden. Die Krankheit war derart gefürchtet, dass Prozessionen und Zeremonien zu ihrer Abwehr zelebriert wurden. Noch heute wird auf Sardinien alljährlich im Januar das „Focolare di Sant’ Antonio“ (Antoniusfeuer) zur Abwehr von Krankheiten und anderen Übeln gefeiert.
Trotz des bereits in der Antike bekannten Zusammenhangs von mit Pilzen oder Fäulnis befallenem Getreide und epidemisch auftretenden Krankheiten sowie deutlicher Hinweise auf einen Zusammenhang zwischen der Verwendung mutterkornhaltigen Mehls und des Auftretens von Ergotismus im Mittelalter wurden erst nach neuerlichen Epidemien 1716–1717 in Dresden sowie in den Jahren 1770 und 1777 in ganz Europa gesetzgeberische Maßnahmen ergriffen. Nachdem um 1853 durch den Mykologen L. R. Tulasne der Entwicklungszyklus des Mutterkornpilzes Claviceps purpurea aufgeklärt und beschrieben worden war, extrahierte Charles Tanret 1875 aus Mutterkorn eine – allerdings ziemlich verunreinigte – Substanz, die er „Ergotinin“ nannte. Ebenso wie das „Ergotoxin“, das 1907 entdeckt wurde, ist es ein Gemisch verschiedener Ergotalkaloide. Erst Arthur Stoll isolierte 1918 mit Ergotamin das erste reine Mutterkornalkaloid.
Im 19. Jahrhundert gehörten Mutterkorn-Massenvergiftungen größtenteils der Vergangenheit an, und seitdem in Europa nur noch hinreichend gereinigtes Getreide verzehrt wird, stellt Mutterkorn dort im Allgemeinen keine Gefahr mehr für die Gesundheit der Menschen dar. Es gab aber vereinzelt auch noch im 20. Jahrhundert Fälle von Vergiftungen. In den Jahren 1926 und 1927 kam es in der Sowjetunion zu Massenvergiftungen; offiziell gab es über 11.000 Tote durch mutterkornhaltiges Brot. Der letzte – allerdings umstrittene – Vergiftungsvorfall, mit 200 Erkrankten und sieben Toten, soll 1951 in Pont-Saint-Esprit (Frankreich) aufgetreten sein.
Wird ungemahlenes Getreide ohne technische Aussortierung des Mutterkorns konsumiert, beispielsweise bei Direktkäufen vom Landwirt, kann es zu Vergiftungen kommen. In Deutschland konnte 1985 eine Vergiftung auf mutterkornhaltiges Müsli zurückgeführt werden. Die Untersuchungsämter der Bundesländer stellten auch bei Stichproben von 2004 bis 2011 bisweilen gesundheitsschädliche Alkaloidgehalte in Getreideprodukten fest. 2004 wurde bei Lebensmittelkontrollen der Grenzwert für die Verunreinigung von Mehl durch Mutterkornalkaloide von 0,05 Prozent mit circa 0,7 Prozent deutlich überschritten. Hierbei besteht die Gefahr von Uterusblutungen oder Aborten. Stand der Technik in Mühlen in den 2010er-Jahren zur Vermeidung von Vergiftungen ist, mit Mutterkorn vermischtes Getreide durch Farbsortierer auf Kornebene vollautomatisch zu sortieren.